# کارسان (آماسیه)
کارسان (به ترکی استانبولی: Karsan) یک منطقهٔ مسکونی در ترکیه است که در آماسیه واقع شده‌است.